# Влигер, Хенк де
Хенк де Влигер (нидерл. Henk de Vlieger; род. 1953, Схидам) — нидерландский перкуссионист и композитор.
Окончил Роттердамскую консерваторию (1976) по классу ударных, затем прошёл там же курс композиции у Класа де Вриса и Тео Лувенди. С 1984 г. играет в составе Филармонического оркестра Нидерландского радио, в 1987—2001 гг. концертмейстер секции ударных. В 2000 г. опубликовал «Справочник оркестровой секции ударных» (англ. Handbook for the orchestral percussion section), в котором для более чем 2000 произведений академического репертуара расписан состав задействованных ударных инструментов с оптимальным распределением исполнителей.
Оригинальные сочинения де Влигера немногочисленны. Наиболее известны две его короткие пьесы на случай: увертюра «Победа» (нидерл. De Overwinning) к открытию стадиона «Амстердам АренА» (1996) и марш «Праздничный финал» (итал. Finale festivo), под который королева Нидерландов Беатрикс вышла к народу в заключение церемонии празднования 25-летия её царствования 29 апреля 2005 года. Зато де Влигеру принадлежит ряд аранжировок и обработок. Три оркестровые сюиты из музыки Рихарда Вагнера (соответственно из тетралогии «Кольцо Нибелунга», опер «Парсифаль» и «Тристан и Изольда») были записаны в 1998 г. его оркестром под управлением Эдо де Ваарта. Известно также его переложение «Картинок с выставки» Модеста Мусоргского для ударных, челесты, арфы и фортепиано.